# If You Walkin' Alone
«If You Walkin' Alone» (en español: «Si usted camina solo») es el segundo sencillo de la cantante Donna Summer, acreditada como Donna Gaines al igual que su sencillo anterior. Fue lanzado en Alemania bajo el sello Philips y fue coescrita por la misma cantante con Hans Hammerschmied.
El lado B pertenece a la canción "Can't Understand", también escrita por Summer con Hammerschmied. Al igual que "Sally Go 'Round the Roses" y "Denver Dream", este sencillo no pertenece a ningún álbum. A partir de 1974 empieza a lanzar sencillos de su álbum debut Lady of the Night en Europa.

## Antecedentes
Después de abandonar su país y establecerse en Alemania, lanzó su segundo sencillo bajo el nombre de Donna Gaines. Durante este período cantó en varios musicales como también con la Ópera Folclórica de Viena. A Partir de 1974 comenzaría a trabajar con el dúo Moroder-Bellotte, y a editar trabajos bajo el nombre de Donna Summer.

## Curiosidades
- En la carátula del sencillo y en los vinilos la cantante aparece acreditada erróneamente como Donna Gains envés de Donna Gaines.

## Sencillos
- GE 7" sencillo (1972) Philips 388 410 PF[1]

1. «If You Walkin' Alone» - 2:41
2. «Can't Understand» - 3:38